# Iomys
Iomys és un gènere d'esquirols originaris del sud-est asiàtic. Fan 14,6–23,1 cm de llargada, sense comptar la cua, que fa 15,9–21 cm. Pesen aproximadament 120–231 g. Les dues espècies d'aquest grup habiten les selves pluvials. La coloració general n'és marró vermellós, amb pèls dispersos de la base negrenca. Les orelles són grans, amples i gairebé calbes.